# Bernières-le-Patry
Bernières-le-Patry és un municipi francès situat al departament de Calvados i a la regió de Normandia. L'any 2007 tenia 544 habitants.

## Demografia

### Població
El 2007 la població de fet de Bernières-le-Patry era de 544 persones. Hi havia 212 famílies de les quals 52 eren unipersonals (20 homes vivint sols i 32 dones vivint soles), 72 parelles sense fills, 80 parelles amb fills i 8 famílies monoparentals amb fills.
La població ha evolucionat segons el següent gràfic:
Habitants censats

### Habitatges
El 2007 hi havia 262 habitatges, 214 eren l'habitatge principal de la família, 25 eren segones residències i 23 estaven desocupats. 261 eren cases i 1 era un apartament. Dels 214 habitatges principals, 135 estaven ocupats pels seus propietaris, 76 estaven llogats i ocupats pels llogaters i 3 estaven cedits a títol gratuït; 1 tenia una cambra, 19 en tenien dues, 38 en tenien tres, 69 en tenien quatre i 87 en tenien cinc o més. 162 habitatges disposaven pel capbaix d'una plaça de pàrquing. A 94 habitatges hi havia un automòbil i a 102 n'hi havia dos o més.

### Piràmide de població
La piràmide de població per edats i sexe el 2009 era:
| Homes | Edats   | Dones |
| ----- | ------- | ----- |
| 0     | 95 o +  | 0     |
| 0     | 90 a 94 | 4     |
| 0     | 85 a 89 | 8     |
| 0     | 80 a 84 | 4     |
| 16    | 75 a 79 | 20    |
| 8     | 70 a 74 | 16    |
| 8     | 65 a 69 | 8     |
| 16    | 60 a 64 | 4     |
| 20    | 55 a 59 | 4     |
| 4     | 50 a 54 | 16    |
| 16    | 45 a 49 | 12    |
| 28    | 40 a 44 | 16    |
| 12    | 35 a 39 | 24    |
| 16    | 30 a 34 | 4     |
| 24    | 25 a 29 | 32    |
| 20    | 20 a 24 | 12    |
| 20    | 15 a 19 | 28    |
| 16    | 10 a 14 | 8     |
| 8     | 5 a 9   | 8     |
| 4     | 0 a 4   | 12    |

## Economia
El 2007 la població en edat de treballar era de 341 persones, 261 eren actives i 80 eren inactives. De les 261 persones actives 239 estaven ocupades (133 homes i 106 dones) i 22 estaven aturades (6 homes i 16 dones). De les 80 persones inactives 21 estaven jubilades, 30 estaven estudiant i 29 estaven classificades com a «altres inactius».

### Ingressos
El 2009 a Bernières-le-Patry hi havia 216 unitats fiscals que integraven 547 persones, la mediana anual d'ingressos fiscals per persona era de 14.954 €.

### Activitats econòmiques
Dels 9 establiments que hi havia el 2007, 1 era d'una empresa extractiva, 1 d'una empresa de fabricació d'altres productes industrials, 3 d'empreses de construcció, 2 d'empreses de comerç i reparació d'automòbils, 1 d'una empresa de transport i 1 d'una empresa classificada com a «altres activitats de serveis».
Dels 5 establiments de servei als particulars que hi havia el 2009, 1 era una oficina de correu, 1 fusteria, 2 electricistes i 1 perruqueria.
L'únic establiment comercial que hi havia el 2009 era una botiga de menys de 120 m².
L'any 2000 a Bernières-le-Patry hi havia 39 explotacions agrícoles que ocupaven un total de 1.440 hectàrees.

## Equipaments sanitaris i escolars
El 2009 hi havia una escola maternal integrada dins d'un grup escolar amb les comunes properes formant una escola dispersa.

## Poblacions més properes
El següent diagrama mostra les poblacions més properes.